# Interior Gateway Routing Protocol
IGRP (Interior Gateway Routing Protocol, o Protocolo de enrutamiento de gateway interior) es un protocolo propietario patentado y desarrollado por la empresa Cisco Systems que se emplea conjuntamente con el protocolo TCP/IP según el modelo (OSI) Internet. La versión original del IP fue diseñada y desplegada con éxito en 1986. Se utiliza comúnmente como el Interior Gateway Protocol (IGP) para intercambiar datos dentro de un Sistema Autónomo, pero también se ha utilizado extensivamente como Exterior Gateway Protocol (EGP) para el enrutamiento inter-dominio.
IGRP es un protocolo de enrutamiento basado en la tecnología vector-distancia, aunque también tiene en cuenta el estado del enlace. Utiliza una métrica compuesta para determinar la mejor ruta basándose en el ancho de banda, el retardo, la confiabilidad y la carga del enlace. El concepto es que cada enrutador no necesita saber todas las relaciones de ruta/enlace para la red entera. Cada enrutador publica destinos con una distancia correspondiente. Cada enrutador que recibe la información, ajusta la distancia y la propaga a los routers vecinos. La información de la distancia en IGRP se manifiesta de acuerdo a la métrica. Esto permite configurar adecuadamente el equipo para alcanzar las trayectorias  óptimas.
IGRP es un protocolo con clase, lo que significa que no pueden manipularse las máscaras de red (utiliza las máscaras por defecto de cada Clase)
IGRP es un protocolo que actualmente no se soporta en el sistema operativo de Cisco.[cita requerida]